# Scorpaenidae

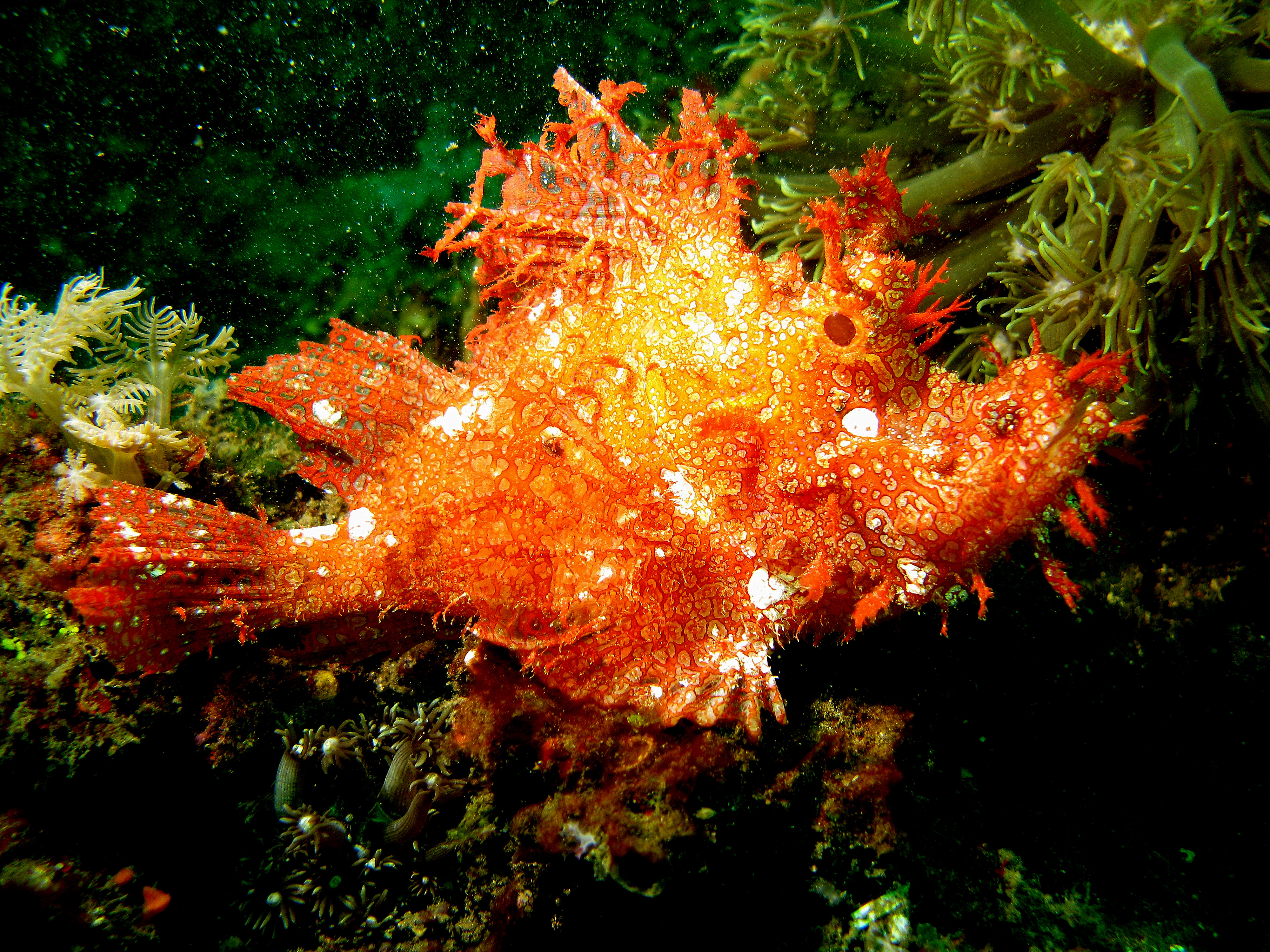
Rhinopias frondosa

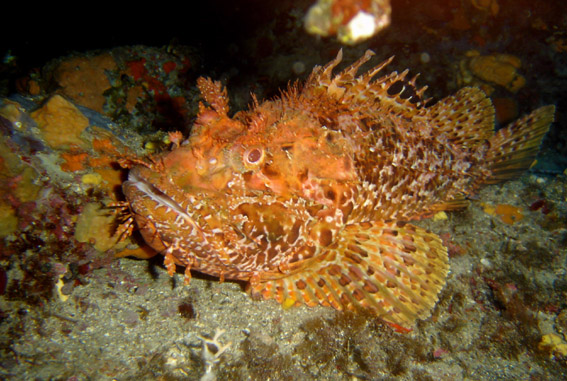
Scorpaena scrofa

Gli Scorpaenidae, noti in italiano come scorfani, sono una famiglia di pesci ossei marini appartenenti all'ordine Scorpaeniformes.

## Distribuzione e habitat

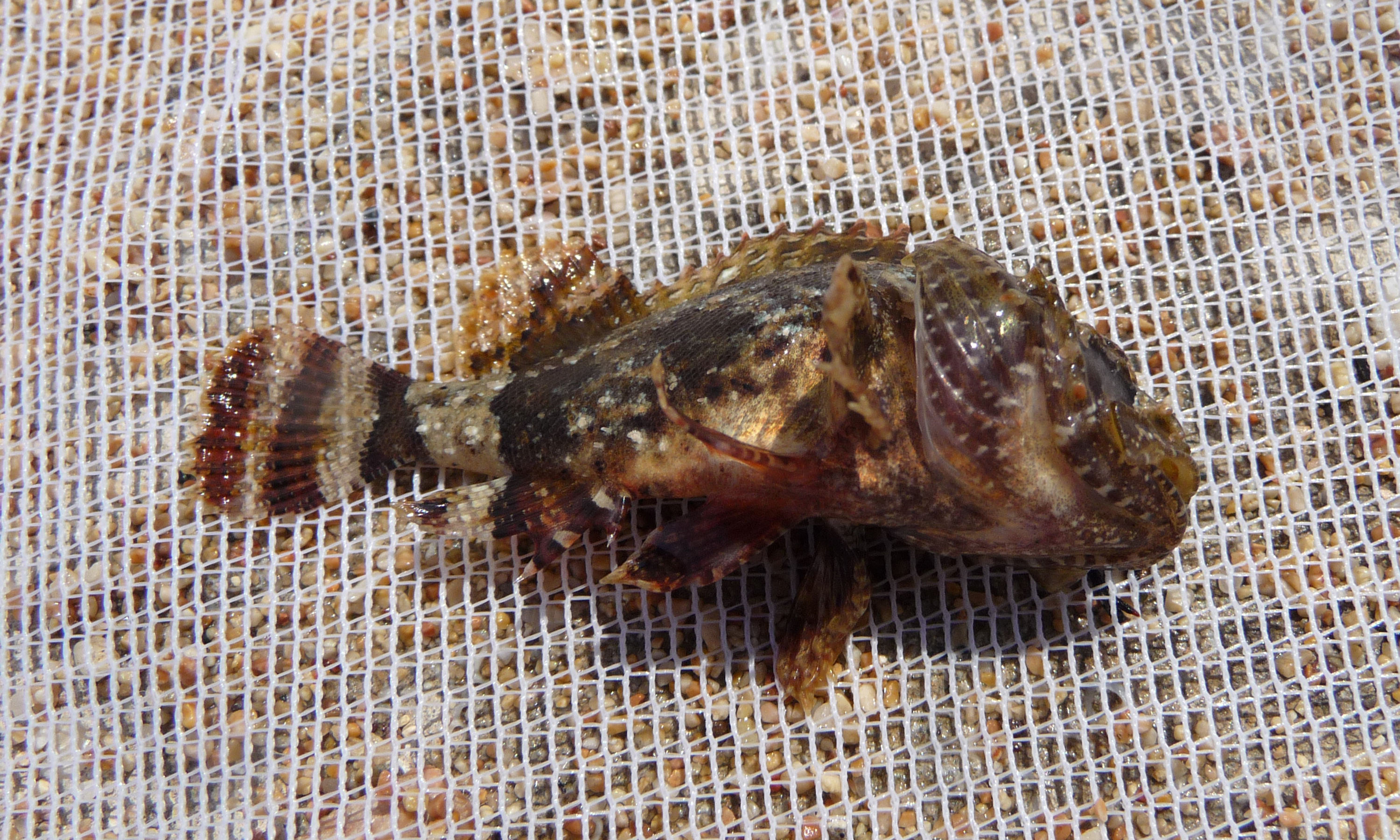
Scorpaena porcus

Questi pesci sono presenti in tutti i mari tropicali, subtropicali e temperati. 
Nel mar Mediterraneo sono presenti le seguenti specie:
- Pontinus kuhlii
- Pterois miles (lessepsiano)
- Scorpaena azorica
- Scorpaena elongata
- Scorpaena loppei
- Scorpaena maderensis
- Scorpaena notata
- Scorpaena porcus
- Scorpaena scrofa
- Scorpaena stephanica
- Scorpaenodes arenai
- Sebastapistes mauritiana[2]

Sono pesci bentonici; la maggior parte delle specie vive su fondi duri. Sono comuni nei pressi delle barriere coralline. Poche specie sono adattate alla vita nelle acque dolci.

## Descrizione
Questi pesci hanno aspetto variabile e spesso bizzarro. Hanno corpo piuttosto compresso ai lati, testa grande spesso ornata da appendici e lobi di pelle di varia forma e percorsa da creste ossee. La bocca è ampia. La pinna dorsale (che è unica ma spesso ha una profonda intaccatura centrale) e la pinna anale sono fornite di forti raggi spinosi. Anche sull'opercolo branchiale sono presenti delle spine. La pinna caudale non è mai biloba ed è portata su un peduncolo caudale robusto. La vescica natatoria può essere assente. Le scaglie non sono presenti in tutte le specie. I raggi spinosi delle pinne dorsale, anale e ventrali e le spine opercolari possiedono ghiandole velenifere.
La livrea è in genere fortemente mimetica ma spesso sono lo stesso presenti colori vivaci come nei generi Pterois e Dendrochirus. Nella maggioranza delle specie la colorazione è rossastra o bruna.
Possono raggiungere 90 cm di lunghezza ma molte specie sono lunghe poco più di 10 cm.

## Biologia

### Alimentazione
Sono predatori, cacciano crostacei e pesci.

### Riproduzione
Molte specie sono vivipare con fecondazione interna. Le larve sono pelagiche.

## Veleno
Tutte le specie hanno spine velenose sulle pinne e sugli opercoli branchiali, in grado di infliggere dolorose punture che, soprattutto nei generi Pterois e Synanceia, possono avere esito mortale.

## Tassonomia
La famiglia comprende 215 specie, suddivise in 3 sottofamiglie.:
- Caracanthinae
- Pteroinae
- Scorpaeninae

## Acquariofilia
Molte specie sono facilmente allevabili in acquario ma talune presentano difficoltà di alimentazione accettando solo prede vive.